# Улица Чернышевского (Уфа)
У́лица Черныше́вского в Уфе расположена на территории Ленинского и Кировского районов. Пролегает с запада на восток, начинаясь с улицы Петра Комлева над спуском к Нижегородке и почти упираясь в проспект Салавата Юлаева.

## История
Первоначальное название улицы — Кузнецкая, поскольку в её конце, ближе к Сутолоке, располагались многочисленные кузницы. В 1860-е гг. улицу переименовали в Колмацкую в честь местных купцов-старожилов Колмацких, у которых был кожевенный завод в Нижегородке и лавки в Гостином дворе. Однако ввиду недовольства горожан этим названием в честь купцов в 1898 г. по результатам обсуждения в городской думе улица получила другое название — Уфимская. В 1920 г. она была снова переименована — в честь писателя Чернышевского Николая Гавриловича

## Исторические здания и сооружения
- Медресе «Галия», ныне — здание Российского исламского университета
- Дом С. Л. Сахарова, бывший Уфимский телеграф
- Баня Вахмянина, ныне — здание пустует, Чернышевского, 121, ставится на охрану
- Усадьба Степановых-Зориных

## Современные постройки
- Армянская школа
- Институт математики с вычислительным центром Уфимского научного центра РАН
- Уфимский государственный колледж технологии и дизайна
- Уфимская государственная академия экономики и сервиса
- Бизнес-центр «Альфа»

## Транспорт
Движение общественного транспорта по улице Чернышевского осуществляется автобусами.

## Достопримечательности
- Галерея АРТ — торгово-развлекательный комплекс
- Памятник Ф. Э. Дзержинскому

## Галерея
- Памятник Ф. Э. Дзержинскому
- Галерея ART